# 中川村 (山形県南村山郡)
中川村（なかがわむら）は、かつて山形県南村山郡にあった村。
幕末は出羽上山藩の領地であった。

## 沿革
- 1889年（明治22年）4月1日 - 町村制施行に伴い南村山郡金谷村、高野村、泉川村、権現堂村、小倉村、永野村、仙石村が合併し、中川村が発足。
- 1954年（昭和29年）10月1日 - 南村山郡上山町、西郷村、本庄村、東村、宮生村と合併し、市制施行して上山市となり消滅。

### 歴代村長
| 代 | 氏名         | 就任         | 退任        |
| -- | ------------ | ------------ | ----------- |
| 1  | 高橋源蔵     | 明治22年4月  | 明治38年3月 |
| 2  | 山口利助     | 明治38年4月  | 大正5年3月  |
| 3  | 会田喜市     | 大正5年4月   | 大正8年3月  |
| 4  | 斎藤学蔵     | 大正8年4月   | 大正10年8月 |
| 5  | 吉田庄右エ門 | 大正10年12月 | 大正11年1月 |
| 6  | 木村太吉     | 大正11年2月  | 昭和13年7月 |
| 7  | 加藤定七     | 昭和16年4月  | 昭和20年3月 |
| 8  | 会田弥市     | 昭和20年4月  | 昭和22年3月 |
| 9  | 加藤勝蔵     | 昭和22年4月  | 昭和26年3月 |
| 10 | 木村太右エ門 | 昭和26年4月  | 昭和29年9月 |

消滅時（1954年9月30日）の概要
- 村長：木村太右衛門
- 村議会議長：会田武
- 議員定数：22名
- 面積：47.67k㎡
- 人口：5,379人
- 戸数：819戸